# Arena (povestire)
„Arena” este o povestire științifico-fantastică scrisă de autorul american Fredric Brown. A apărut inițial în revista Astounding Science Fiction în iunie 1944 și apoi a fost aleasă de către Science Fiction Writers of America pentru a fi publicată în colecția de povestiri The Science Fiction Hall of Fame, Volume One, 1929–1964 (o antologie din 1970 editată de Robert Silverberg). În limba română a apărut în Almanahul Anticipația din 1985, traducere de Mihai-Dan Pavelescu. Episodul original Star Trek „Arena” prezintă anumite similarități cu această povestire și, pentru a se evita unele probleme legale, Brown a fost plătit pentru acest episod TV. Un episod La Limita Imposibilului, "Fun and Games", de asemenea are un scenariu asemănător cu această povestire, la fel ca un episod Blake's 7, denumit "Duel".

## Prezentare
Misterioșii "Outsiders" (în română necunoscuți) au atacat cu navele lor spațiale coloniile Pământului. Navele lor sunt mai rapide și manevrabile, dar nu la fel de bine înarmate ca cele terestre. Supraviețuitorii acestor întâlniri nu pot furniza prea multe informații despre inamic. Temându-se de ce este mai rău, Pământul își construiește o flotă de război. Într-adevăr, exploratorii raportează că un grup mare de nave extraterestre se apropie de sistemul solar. Apărătorii Pământului se duc să se confrunte cu ei. 
Carson este pilotul unei nave de explorare cu un singur loc. În timp ce se luptă cu omologul său necunoscut, acesta leșină. Când se trezește, descoperă că este gol într-o mică zonă circulară închisă de aproximativ 239 de metri ca diametru. Prin vegetația și nisipul albastru, el poate vedea doar la distanță o sferă roșie cu diametrul de 90 de centimetri. Sfera se dovedește a fi un extraterestru, un "Outsider", care are câteva tentacule subțiri cu care manipulează obiectele. 
O altă forță din spațiu, superioară celor două rase în conflict, i-a adus aici pentru a se confrunta într-o arenă pentru a hotărî soarta războiului și a celui învins care își va condamna specia la o dispariție instantanee.

## Traducere
A apărut în Almanah Anticipația 1985 din 1984 sub traducerea lui Mihai-Dan Pavelescu.
A apărut în 1999 în volumul omonim Arena de la Editura Nemira, Colecția Nautilus, nr. 154 sub traducerea lui Mihai-Dan Pavelescu.